# Wilder Ruiz Loayza
Wilder Ruiz Loayza (Cajamarca, 6 de agosto de 1979) es un político peruano. Fue congresista de la República por Lima Provincias en el periodo 2011-2016.

## Biografía
Nació en el distrito de Cutervo, ubicado en el departamento de Cajamarca, el 6 de agosto de 1979.
Realizó unos estudios técnicos de Administración y un estudio de auxiliar contador.
Laboró en la azucarera Andahuasi.

## Vida política
Fue miembro del Partido Nacionalista Peruano del expresidente Ollanta Humala.

### Congresista
Participó en las elecciones parlamentarias del 2011 como candidato al Congreso de la República por la alianza Gana Perú en representación de Lima Provincias. Resultó elegido con 10,789 votos para el periodo parlamentario 2011-2016.
En el parlamento fue vicepresidente de la Comisión Agraria y presidente de la Comisión de Inclusión Social. Renunció al Partido Nacionalista en 2015 y se integró a la bancada Dignidad y Democracia conformada por exmiembros del nacionalismo.
Intentó ser Consejero Regional de Huaura en las elecciones regionales y municipales del 2018 por el partido Perú Nación, sin embargo, no resultó elegido. Postuló nuevamente al Congreso en las elecciones del 2021 por el partido Podemos Perú sin lograr ser elegido.

## Polémicas
Wilder Ruiz ha estado en polémicas debido a varias denuncias en su contra por diferentes delitos. Uno de sus cuestionamientos fue de su negocio de venta de la azucarera Andahuasi con el exministro aprista Hernán Garrido Lecca y otra cuando fue denunciado por rendir gastos con facturas falsas.
En 2012, se descubrió que habría mentido en su Hoja de Vida al declarar que era licenciado en Economía y estuvo a punto de ser suspendido, sin embargo, se salvó. Otra polémica fue cuando se le denunció de haber despedido a una trabajadora de su despacho en estado de gestación.
En mayo del 2022, fue blanco de polémicas tras golpear a un conductor de radio por sentirse difamado.